# Тиндинский язык
Тинди́нский язы́к (идаринский) (тиндин. идараб мици)— язык тиндинцев (населения аулов Тинди, Ангида, Акнада, Эчеда, Тисси). Входит в группу андийских языков. 

## Генеалогическая и ареальная информация
Распространен в восточной части Северного Кавказа. Кроме того, область его распространения граничит с ахвахским, багвалинским, чамалинским и хваршинский языками. Тиндинский, багвалинский и чамалинский настолько связаны, что по некоторым оценкам образуют отдельную зону в андийской подгруппе.
Некоторые генеалогические гипотезы относят нахско-дагестанскую семью, в которую входит тиндинский язык к «cеверокавказской» надсемье или к «cино-кавказскому» единству (Старостин 1984) - собирающему несколько языковых семей Евразии и Северной Америки, однако, эта гипотеза отрицается среди большинства лингвистов.
Речь в аулах распространения языка имеет некоторые незначительные отличия (в основном фонетические). Очень похожи между собой говоры Акнада и Ангида.

## Письменность
Тиндинский язык на 2024 год является бесписьменным.  Как и остальные цезские, язык бесписьменный, преимущественно бытового общения. В качестве литературных используются русский и аварский. Вместе с тем филологами признается факт права каждого народа в РФ (в том числе тиндинского) на обучения родному языку в закрепленной в Законе о языках РФ.
С 1993 разрабатывается алфавит на кириллической основе.
В русско-тиндинском словаре 2003-го года был представлен следующий алфавит:
| А а   | А̄ а̄     | Аᵸ аᵸ | А̄ᵸ а̄ᵸ | Б б     | В в     | Г г   | Г' г'   | Гъ гъ   |
| Гь гь | ГӀ гӀ   | Д д   | Е е   | Еᵸ еᵸ   | Е̄ е̄     | Ж ж   | Дж дж   | З з     |
| И и   | Ӣ ӣ     | Иᵸ иᵸ | Ӣᵸ ӣᵸ | Й й     | К к     | Кк кк | К' к'   | Кк' кк' |
| КӀ кӀ | КӀ' кӀ' | Л л   | Лъ лъ | Лъ' лъ' | Ллъ ллъ | ЛӀ лӀ | М м     | Н н     |
| О о   | О̄ о̄     | Оᵸ оᵸ | П п   | С с     | C̄ c̄     | Т т   | ТӀ тӀ   | У у     |
| Ӯ ӯ   | Уᵸ уᵸ   | Ӯᵸ ӯᵸ | Х х   | Хх хх   | Хъ хъ   | Хь хь | Хь' хь' | ХӀ хӀ   |
| Ц ц   | Цц цц   | ЦӀ цӀ | Ч ч   | Чч чч   | Ш ш     | Щ щ   | Ъ ъ     | Э э     |

## Социолингвистическая информация
Уровень владения тиндинским языком в сельской местности в местах компактного проживания довольно высокий. Передача в семье тиндинского языка детям в сельской местности сохраняется. Тиндинцы трёхъязычны — владеют помимо родного русским и аварским языками. Выделяют: собственно тиндинский говор (речь аулов Тинди и Эчеда) и акнадско-ангидский говор.
Численность населения аулов очень невелика и в последние годы, о которых есть информация, держится в диапазоне 20000 человек. Языку присвоен статус витальности Threatened — язык в опасности. На сайте Цумадинского района, в котором и распространен язык, есть информация о нем, некоторые фольклорные данные и тиндинско-русский словарь на 8 тыс. слов., что свидетельствует о том, что язык имеет заметную группу ценителей.

## Тип выражения грамматических значений
Тиндинский является преимущественно синтетическим языком - грамматические значения в нем заключены в морфемах, присоединяемых непосредственно к основе слова. Это выражается
А) В развитой системе склонения существительных, прилагательных, местоимений, числительных в соответствии с типом основы и принадлежности к семасеотическому классу (см. ниже)
| Изменяемая основа 1 разновидность | отец (1 кл) | книга (2 кл) | нож (3 кл)  |
| --------------------------------- | ----------- | ------------ | ----------- |
| Nom                               | има         | гъоча        | бесун       |
| Erg                               | им-у-й      | гъоч-и-й     | бесун-а-й   |
| Gen                               | им-у-б      | гъоч-и-лlа   | бесун-а-лlа |
| Dat                               | им-у-лъа    | гъоч-и-лъа   | бесун-а-лъа |
| Aff                               | им-у-ба     | гъоч-и-ба    | бесун-а-ба  |

[Гудава, 1967] 
| Изменяемая основа 2 разновидность | человек (1 кл) | женщина (2 кл)       | кузнец (3 кл) |
| --------------------------------- | -------------- | -------------------- | ------------- |
| Nom                               | гьекlва        | гьаккуй              | ехван         |
| Erg                               | гьекlва-щу-й   | гьаккку(й)-лълъи-й   | ехван-щу-й    |
| Gen                               | гьекlва-щу-б   | гьаккку(й)-лълъи-лlа | ехван-щу-б    |
| Dat                               | гьекlва-щу-лъа | гьаккку(й)-лълъи-лъа | ехван-щу-лъа  |
| Aff                               | гьекlва-щу-ба  | гьаккку(й)-лълъи-ба  | ехван-щу-ба   |

[Гудава, 1967]
| Неизменяемая основа | камень (1 кл) | лошадь (2 кл) | нос (3 кл) |
| ------------------- | ------------- | ------------- | ---------- |
| Nom                 | гьинцlа       | кl'ату        | миар       |
| Erg                 | гьинцlа-й     | кl'ату-й      | миар-ди    |
| Gen                 | гьинцlа-лlа   | кl'ату-лlа    | миар-лlа   |
| Dat                 | гьинцlа-лъа   | кl'ату-лъа    | миар-лъа   |
| Aff                 | гьинцlа-бы    | кl'ату-ба     | миар-ба    |

[Гудава, 1967]
```
NB:  Прилагательные, местоимения и числительные склоняются по 2 разновидности склонения с изменяемому основой (наращением -щу-)
```

В) Возможности выделения нескольких классов глаголов по типу основы и присоединяемых ими флексий. 
Окончания без изменений
- Басилъа ‘рассказать’>баса

Во флексии есть элемент -н- (назальный элемент)
- ТIалъа ‘бросать’<тIа-илъа<тIан-илъа

Основы, претерпевающие фонетические изменения после присоединения суффикса
- бикIв ‘быть’>букIo

Более того, глаголы, существительные и прилагательные изменяются не только по числам, но и так называемым семасеотическим классам («человек мужского пола», «человек женского пола», «вещи - животные, явления и т.д») которые в какой-то степени можно соотнести с категорией рода в русском языке. При этом каждый такой класс имеет свои показатели.
- в-еххела-в ‘длинный’- мужчина

- й-еххе-ла-й ‘длинная’ - женщина

- б-еххела-б ‘длинный’ - вещь

## Характер границы между морфемами
Как типичный представитель нахско-дагестанской семьи, тиндинский язык агглютинативный с элементами флективности.
Например, в словоформе
| (1) | иму-рд-у-б  |
|     | Отец-PL-GEN |
|     | ‘Отцов’     |

Морфема -рда- выражает только множественное число - в примере гласный редуцирован из-за нарощенного -у- (см: ‘отцы’ иму-рда Nom(немаркированный)Pl) -у- нарощенный гласный и не выражает ничего, а -б- указывает на родительный падеж(см: ‘отца’ иму-б SgGEN).
Однако, можно заметить, что некоторые морфемы могут выражать несколько значений, например показатель -б- встречается как показать мн.ч и класса человека (во множественном числе класс женщин и мужчин сливаются в один) 
- б-еххела-би (‘длинный’ PLчеловек) [Гудава, 1967]

Кроме того, есть и такие грамматические категории, которые выражаются синтаксически. Например, глагольная категория переходности. Переходный глагол требует после себя субъекта в эргaтиве.
| (2) | иму-йи                               | хъwердал-о            | дичI-у   | кагъа      |
|     | отец-ERG                             | заставить написать-TR | меня-LOC | письмо-NOM |
|     | ‘Отец заставил меня написать письмо’ |                       |          |            |

## Локус маркирования
1) в посессивной именной группе
Как и во многих нахско-дагестанских языках, в именной группе представлено зависимостное маркирование. Зависимые располагаюся слева от вершины. Они принимают форму косвенного падежа, в зависимости от главного слова и смысла. [Магомедова 2014]				
| (1)           |          |
| йаUý-лIа      | йагьа    |
| сестры-GEN    | дочь-NOM |
| ’дочь сестры’ |          |

[Магомедова 2014]
| (2)              |           |
| ьан-лIа          | ушку́л     |
| село-GEN         | школа-NOM |
| ’сельская школа’ |           |

[Магомедова 2014]
В то же время Т.Е. Гудава [1967c: 372] замечает, что использование суффикса родительного падежа для посессоров мужского класса «имеет случайный характер и противоречит обычной норме».
2) в предикации
Как уже было замечено ранее, маркирование зависимостное, при этом очень важна переходность глагола. Непереходные глаголы синтаксически связаны с подлежащим, а переходные - с прямым дополнением. 
| (1)                |          |              |
| Има                | ба́къайа  | вацI-о       |
| отец-NOM           | рано-ADV | доехать-PAST |
| ’отец доехал рано’ |          |              |

[Магомедова 2014]
| (2)                       |             |                |
| Сé                        | гьаDу-й     | йоъ-ō          |
| какая-то                  | женщина-ERG | приходить-PAST |
| ’Пришла какая-то женщина’ |             |                |

[Магомедова 2014]

## Тип ролевой кодировки
Тиндинский язык демонстрирует эргативную ролевую кодировку. Для него характерно несколько типов конструкций по форме выражения подлежащего: номинативная (абсолютная), эргативная, дативная, аффективная, в которых подлежащее оформляется соответствующим названию конструкции падежом, а прямое дополнение - именительным. Выражение пациенса при непереходном глаголе демонстрирует эргативная конструкция, агенса при непереходном - номинативная. 
Примеры двухместных клауз можно увидеть сразу в нескольких конструкциях (эргативной, дативной и аффективной).
1) номинативная (глагол непереходный!)
| (1)                 |                  |
| МакI’а              | виF-о            |
| ребенок-NOM         | просыпаться-PAST |
| ’Ребенок проснулся’ |                  |

[Магомедова 2014]
2) эргативная 	(глагол переходный!)
| (2)                |            |            |
| ОH-ū               | кIáчи      | къин-ō     |
| она-ERG            | платье-NOM | сшить-PAST |
| ’Она сшила платье’ |            |            |

[Магомедова 2014]
3) дативная (глагол выражает чувственного восприятие)
| (3)            |       |               |
| Ди-лъа         | мē    | къочан        |
| ты-DAT         | я-NOM | нуждаться-PRS |
| ’Ты мне нужен’ |       |               |

[Магомедова 2014]
4) аффективная (глагол внешнего восприятия) 			
| (4)                |        |                |
| Ди-ба              | эÛā    | раWāнгь-и-кI’и |
| я-AFF              | ничего | видеть-PRS-NEG |
| ’Я ничего не вижу’ |        |                |

[Магомедова 2014]

## Базовый порядок слов
Базовый порядок слов для тиндинского -  SOV, который, впрочем, не является уникальным для нахско-дагестанских языков. Примеры типа 
| (1)                |        |                |
| Ди-ба              | эÛā    | раWāнгь-и-кI’и |
| я-AFF              | ничего | видеть-PRS-NEG |
| ’Я ничего не вижу’ |        |                |

[Магомедова 2014]
и 
| (2)                |            |            |
| ОH-ū               | кIáчи      | къин-ō     |
| она-ERG            | платье-NOM | сшить-PAST |
| ’Она сшила платье’ |            |            |

[Магомедова 2014]
это подтверждают.
Однако, приведенные еще выше примеры, 
| (3) | иму-йи                               | хъwердал-о            | дичI-у   | кагъа      |
|     | отец-ERG                             | заставить написать-TR | меня-LOC | письмо-NOM |
|     | ‘Отец заставил меня написать письмо’ |                       |          |            |

[Магомедова 2014]
показывают, что этот порядок не является строгим и может изменяться в зависимости от диcкурсивных нужд. Обычно в начале предложения располагается наиболее актуальный член.

## Особенности языка
От других андийских языков тиндинский отличает следующее: в фонетике — отсутствие корреляции по интенсивности среди абруптивных согласных;
в грамматике - использование редупликации в качестве продуктивного способа словообразования. 
При этом ее характер может быть разным:
а) повторение всего слова: 
- се-се - ‘по-одному’ [Гудава, 1967]

б) повторение корня 
- гъачlучlуб (от гъачlуб  ‘пестрый’) - ‘очень пестрый’  [Гудава, 1967]

в) с соединительным гласным
- игь-о - игь-и-гь-о  [Гудава, 1967]

г) с выпадением или эпентезой гласного
- ццун-о - ццу-ццун-о ‘высосал’
- къерд-о - къер-къ-а-во ‘откусил’

[Гудава, 1967]
Таким удвоением часто передается интенсивность и многократность, которые часто воспринимаются как множественность.

## Список сокращений
| PRS  | настоящее время     |
| Erg  | эргативный падеж    |
| Nom  | именительный падеж  |
| Dat  | дательный падеж     |
| Aff  | аффективный падеж   |
| Neg  | отрицание           |
| Adv  | наречие             |
| Gen  | родительный падеж   |
| TR   | переходный глагол   |
| InO  | непрямое дополнение |
| Loc  | местный падеж       |
| DO   | прямое дополнение   |
| Pl   | множественное число |
| PAST | прошедшее время     |